# Verges, Jura
Verges là một xã trong vùng hành chính Franche-Comté, thuộc tỉnh Jura, quận Lons-le-Saunier, tổng Conliège. Tọa độ địa lý của xã là 46° 39' vĩ độ bắc, 05° 40' kinh độ đông. Verges nằm trên độ cao trung bình là 515 mét trên mực nước biển, có điểm thấp nhất là 500 mét và điểm cao nhất là 613 mét. Xã có diện tích 6.16 km², dân số vào thời điểm 1999 là 169 người; mật độ dân số là 27 người/km².

## Thông tin nhân khẩu
| 1962 | 1968 | 1975 | 1982 | 1990 | 1999 |
| ---- | ---- | ---- | ---- | ---- | ---- |
| 92   | 95   | 90   | 134  | 154  | 169  |

## Địa điểm tham quan
Nhà thờ Saint-Michel được xây từ 1833 đến 1836. Ngay trong làng là lâu đài được xây năm 1562 và tu bổ trong thế kỉ thứ 18.